# Gumă arabică

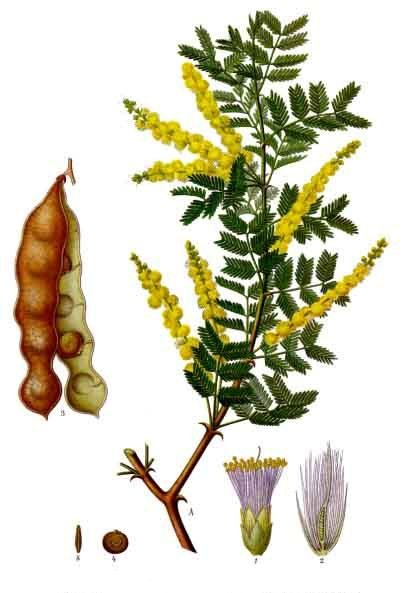

Guma arabică este o secreție (exsudat) a unor specii de salcâm, Acacia senegal și Acacia seyal din Africa. Guma arabică este un polizaharid natural, de consistență sfărâmicioasă, inodor, de la incolor până la o culoare brună, insolubil în alcool. În apă caldă se înmoaie devenind o masă lipicioasă cu gust slab acrișor. Este compusă din săruri alcaline și acid poliarabic. Polizaharidul este compus din punct de vedere chimic din: L-arabinoză, D-galactoză, L-rhamnoză și D-acid gluconic în raport de 3:3:1:1.
Necesarul anual pe glob de gumă arabică este de 50000 - 60000 t, din care 75% provine din Sudan din diferite specii de salcâm.

## Utilizare
În industria alimentară sau farmacie ca substanță (CAS-Nr.: 9000-01-5): 
- de creștere a vâscozității alimentelor
- emulgator
- stabilizator

În producerea unor vopsele, acuarele, ca liant, litografie, sau în amestec cu cretă se folosește pentru lustruirea unor suprafețe metalice.
O utilizare mai veche a ei era la producerea hârtiei speciale impermeabile, ca adeziv pentru etichete, timbre poștale, plicuri, colete poștale. Vechii egipteni o foloseau la îmbălsămarea mumiilor, sau în amestec cu apă și funingine la prepararea cernelii pentru scris.

## Obținere
Obținerea ei este asemănătoare cu cea a cauciucului natural: se face o incizie de 2–7 cm în scoarța salcâmului pentru colectarea sevei, apoi aceasta se uscă în vase.